# Croix de cimetière de Lanvaudan
Le calvaire du cimetière de Lanvaudan est situé place de l'église au bourg de Lanvaudan dans le Morbihan. 
Il s'agit de la croix de l'ancien cimetière de l'église paroissiale de Lanvaudan.

## Historique
Le calvaire du cimetière de Lanvaudan date du XVIIe siècle, et porte la date de 1647.
Il fait l’objet d’une inscription au titre des monuments historiques depuis le 20 mars 1934.

## Architecture
Ce calvaire repose sur un large soubassement évasé, supportant trois socles. Le socle central porte un grand fût en pierre, surmonté du Christ en croix accompagné de couronnes royales. Cette croix est de la même époque que l'église. De part et d'autre, les deux autres socles portent l'un une statue de la Vierge, l'autre une statue de saint Jean.